# Princes de la Tour

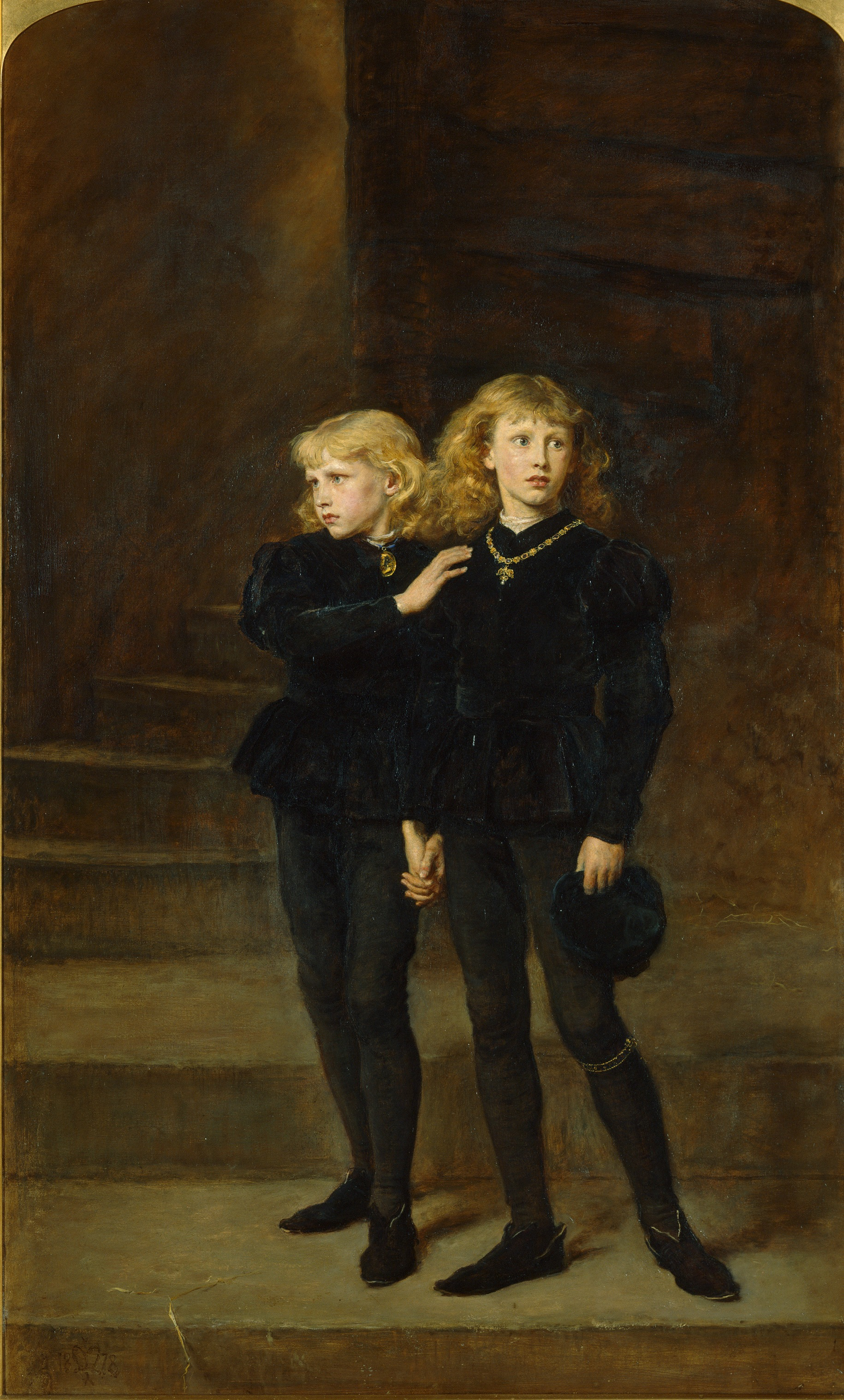
Édouard V et son frère Richard de Shrewsbury, par John Everett Millais, 1878, tableau appartenant à la collection de peinture de la Royal Holloway. Édouard V, représenté à droite, porte à son genou gauche le ruban de l'ordre de la Jarretière.

Les princes de la Tour est une expression fréquemment employée pour désigner Édouard V, roi d'Angleterre, et Richard de Shrewsbury, duc d'York. Les deux frères sont les seuls fils du roi Édouard IV et d'Élisabeth Woodville encore vivants à la mort de leur père en 1483. 
Alors qu'ils sont âgés respectivement de douze et neuf ans, ils sont logés dans la Tour de Londres par celui qui est choisi pour prendre en charge leur éducation : leur oncle Richard III, Lord Protecteur et duc de Gloucester. Le déplacement des princes à la Tour doit précéder le futur couronnement d'Édouard V comme roi d'Angleterre. Cependant, Richard de Gloucester se saisit du trône et les deux garçons disparaissent par la suite mystérieusement.
On ignore ce qu'il est advenu des princes après leur disparition de la Tour. Il est généralement admis qu'ils ont été assassinés : l'hypothèse commune demeure qu'ils ont été tués sur ordre de Richard pour permettre à ce dernier de conserver sa mainmise sur le trône. Leur mort a peut-être eu lieu au cours de l'année 1483, mais, mise à part leur disparition, cette preuve reste circonstancielle. Par conséquent, plusieurs autres hypothèses concernant leurs sorts ont été proposées, notamment un assassinat commandité entre autres par Henry Stafford, 2e duc de Buckingham, ou le roi Henri VII. On a également avancé l'hypothèse que l'un des princes ou même les deux ont pu échapper à une mort violente. En 1487, Lambert Simnel prétend initialement être Richard de Shrewsbury, mais affirme ensuite être Édouard Plantagenêt, 17e comte de Warwick. De 1491 à sa capture en 1497, Perkin Warbeck soutient être Richard de Shrewsbury, qui se serait supposément enfui en Flandre. Les arguments de Warbeck sont soutenus par certains de ses contemporains, notamment Marguerite d'York, tante des princes disparus.
En 1674, des ouvriers à la Tour de Londres extraient une caisse en bois contenant deux petits cadavres humains. Les os sont découverts dans la caisse, située sous les escaliers de la Tour. Les ossements sont généralement considérés comme ceux des princes, mais leur identité n'a jamais été prouvée. Le roi Charles II ordonne pourtant que les dépouilles soient inhumées en l'abbaye de Westminster, où elles sont depuis situées.

## Contexte
Le 9 avril 1483, le roi d'Angleterre Édouard IV meurt subitement après avoir été rongé par une mystérieuse maladie pendant près de trois semaines. À ce moment-là, son fils aîné et successeur, immédiatement proclamé roi sous le nom d'Édouard V, se trouve alors au château de Ludlow, dans le Shropshire, et le seul frère survivant du défunt roi, Richard, duc de Gloucester, réside au château de Middleham dans le Yorkshire. Les nouvelles du trépas de son frère aîné atteignent Gloucester aux alentours du 15 avril, bien qu'il ait pu être auparavant averti de la maladie d'Édouard IV. Les chroniqueurs contemporains rapportent que Richard se rend ensuite le 21 avril à la cathédrale d'York pour y prêter publiquement serment d'allégeance au nouveau roi. La Chronique de Croyland affirme qu'avant sa mort, Édouard IV a désigné son frère Gloucester en tant que Lord Protecteur. La requête d'Édouard n'a pourtant aucun poids aux yeux du baronnage anglais puisque, comme le précédent de la mort prématurée d'Henri V l'a montré en 1422, le conseil du roi n'est pas lié aux volontés d'un roi défunt.
Édouard V et Gloucester se rendent chacun vers Londres depuis respectivement l'Ouest et le Nord de l'Angleterre. Leurs suites se rencontrent à Northampton le soir du 29 avril, pendant qu'Édouard part passer la nuit dans les environs, à Stony Stratford. Le lendemain matin, Gloucester fait arrêter la suite du jeune roi, qui comprend notamment son oncle maternel Anthony Woodville, 2e comte Rivers (en), ainsi que son demi-frère utérin Richard Grey et son chambellan Thomas Vaughan. Rivers, Grey et Vaughan sont ensuite incarcérés dans les forteresses de Sheriff Hutton, de Middleham et de Pontefract dans le Yorkshire. Ils seront tous trois sommairement décapités sans procès le 25 juin à Pontefract sous l'inculpation de haute trahison envers Gloucester. Richard de Gloucester prend ensuite possession de la personne du nouveau roi. La rapidité de l'arrestation de ses proches par Richard pousse la désormais reine-mère Élisabeth Woodville à se réfugier dès le 1er mai en précipitation avec son second fils Richard de Shrewsbury, duc d'York, et ses filles dans le sanctuaire de l'abbaye de Westminster.
Édouard V et Gloucester arrivent ensemble à Londres le 4 mai 1483, jour initialement prévu pour le couronnement d'Édouard. Les préparatifs pour le couronnement se poursuivent, bien que la date soit désormais repoussée au 22 juin. Le 19 mai, le roi est logé dans la Tour de Londres, résidence traditionnelle des rois d'Angleterre avant leur couronnement. Le 16 juin, il est rejoint par son frère cadet Richard de Shrewsbury, auparavant réfugié dans le sanctuaire de Westminster. À ce moment-là, le couronnement du roi est repoussé une nouvelle fois au 9 novembre par Gloucester. Le 22 juin, un sermon prêché à la cathédrale Saint-Paul soutient que Gloucester est le seul héritier légitime de la Maison d'York. Le 25, plusieurs barons, chevaliers et gentilshommes l'appellent à prendre le trône. Les deux princes sont déclarés illégitimes par le Parlement, ce qui sera confirmé par l'acte Titulus Regius en 1484. Le mariage d'Édouard IV et d'Élisabeth Woodville est déclaré invalide car Édouard aurait préalablement engagé un précontrat de mariage avec Éléonore Talbot. Le 6 juillet, Gloucester est couronné roi d'Angleterre sous le nom de Richard III. La déclaration d'illégitimité des enfants d'Édouard IV est décrite par l'historienne Rosemary Horrox comme une justification ex post facto de l'avènement de Richard.

## Disparition
Dominique Mancini, un moine italien qui visite l'Angleterre à la fin de l'année 1482 et qui se trouve à Londres au printemps et à l'été 1483, rapporte qu'après la prise du pouvoir par Richard III, les deux princes logés dans la Tour sont déplacés dans les appartements intérieurs de la forteresse et leurs apparitions se font de moins en moins fréquentes, jusqu'à ce qu'il disparaissent. Mancini affirme que pendant cette période Édouard est régulièrement visité par un docteur, qui a déclaré qu'Édouard, « telle une victime prête au sacrifice, rechercha l'expiation de ses pêchés par des confessions quotidiennes et la pénitence, parce qu'il croyait que la mort le regardait en face ». Mancini fait référence en latin à un certain Argentinus medicus, ce qui a d'abord été traduit par « un médecin de Strasbourg ». Toutefois, l'historien D. E. Rhodes suggère qu'il pourrait plutôt s'agir du « docteur Argentine », qu'il identifie à John Argentine, un médecin anglais qui servira plus tard comme prévôt de King's College à Cambridge et comme médecin du prince de Galles Arthur Tudor, fils aîné du roi Henri VII. Plusieurs écrits déclarent que les deux princes ont été vus en train de jouer dans les jardins de la Tour peu après l'avènement de Richard III, mais il n'existe aucun autre témoignage de leur survie après l'été 1483. On sait qu'une tentative de délivrance infructueuse par des adversaires de Richard III a lieu à la mi-juillet mais le sort des princes reste inconnu après cette date.
De nombreux historiens pensent que les princes ont été assassinés, certains proposant la fin de l'été 1483 comme date de mise à mort des captifs. Maurice Keen affirme que la rébellion de Buckingham dirigée contre Richard III en octobre et novembre 1483 avait initialement pour but de secourir Édouard V et son frère cadet avant qu'il ne soit trop tard, mais, une fois que Henry Stafford, 2e duc de Buckingham, a été impliqué dans la conspiration, les conjurés se sont ralliés à la cause d'Henri VII parce que Buckingham savait certainement que les princes de la Tour étaient morts. Alison Weir propose quant à elle la date du 3 septembre 1483 comme celle de l'assassinat des princes. Cependant, les recherches de Weir ont été critiquées par ses confrères car les conclusions qu'elle en a tirées relèvent selon eux davantage de sa propre imagination. Clements Markham croit quant à lui que les princes sont toujours en vie en juillet 1484, soulignant une déclaration faite alors dans les règlements des finances de Richard III : « les enfants devraient être ensemble à un déjeuner ». Néanmoins, James Gairdner conteste cette hypothèse en précisant que l'expression « les enfants » n'est pas claire quant à sa signification et qu'elle n'implique pas forcément les princes de la Tour. Il est possible que ce soit plutôt une référence à Édouard Plantagenêt, 17e comte de Warwick et fils du duc de Clarence, ainsi qu'à Catherine et Brigitte d'York, les deux plus jeunes filles d'Édouard IV. En effet, ces trois enfants vivent alors ensemble sous la protection de Richard à Sheriff Hutton.

## Preuves

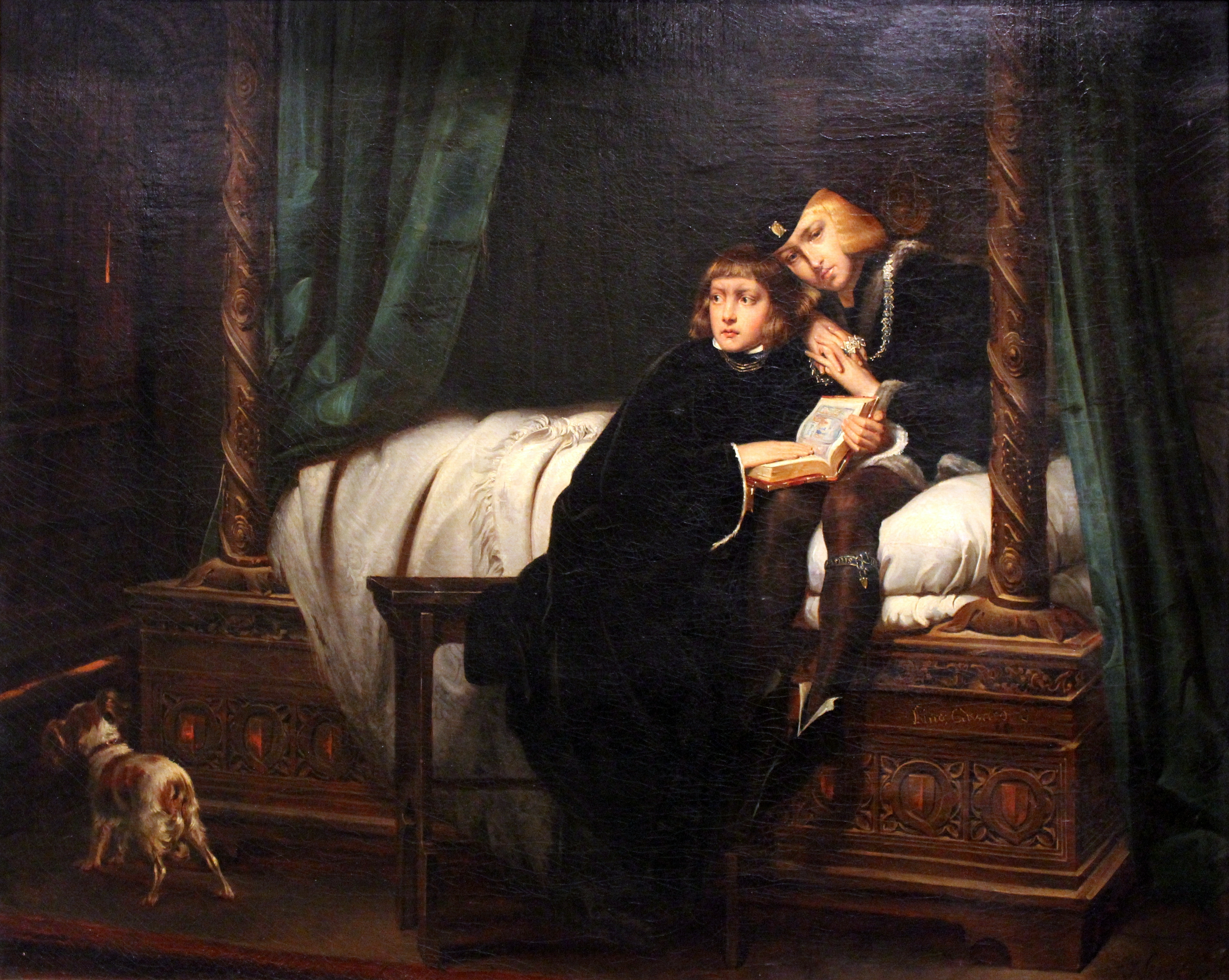
Les Enfants d'Édouard, par Paul Delaroche, 1830, tableau conservé au Musée du Louvre à Paris. Le thème d'enfants innocents attendant un sort incertain est populaire dans la peinture du XIXe siècle. Richard de Shrewsbury est ici dépeint portant l'ordre de la Jarretière.

### Rumeurs et premiers écrits
Mise à part leur disparition, il n'existe aucune preuve concrète permettant de déterminer que les princes ont été assassinés. En outre, les sources qui alimentent le sujet ne sont en aucun cas entièrement fiables, exhaustives, indépendantes ou impartiales. Néanmoins, après la disparition des princes de la Tour, de nombreuses rumeurs circulent rapidement et affirment que les deux garçons ont été assassinés. Les rumeurs relatives à leur meurtre se sont aussi répandues en France. En janvier 1484, au cours des États généraux tenus à la ville de Tours, le chancelier de France Guillaume de Rochefort presse les membres conviés aux sessions de prendre acte du sort des princes, leur roi Charles VIII étant lui-même âgé de seulement treize ans. Les premiers comptes-rendus faisant état du destin mystérieux des princes, tels ceux des politiciens français Guillaume de Rochefort et Philippe de Commynes, du chroniqueur allemand Caspar Weinreich et du collecteur de taxes de Rotterdam Jan Allertz, citent tous Richard comme l'assassin des princes avant qu'il ne s'empare lui-même du trône. Ces confessions soutiennent en revanche que le meurtre des princes a eu lieu avant leur déchéance au profit de leur oncle, donc qu'ils sont morts avant le 26 juin 1483. Mais l'avis de Philippe de Commynes est quant à lui plus nuancé car, dans ses Mémoires, il identifie finalement le duc de Buckingham comme la personne ayant mis à mort les fils d'Édouard IV. 
Un seul compte-rendu contemporain narratif et relatif à leur séjour à la Tour de Londres existe : il s'agit de celui de Dominique Mancini, rédigé à Londres avant novembre 1483. Le rapport de Mancini n'est découvert qu'en 1934, dans la bibliothèque municipale de Lille. Les autres récits écrits après l'avènement au trône d'Henri Tudor sous le nom d'Henri VII en 1485 sont souvent influencés par la volonté de noircir le règne de Richard III, ce qui est alors un élément récurrent de la propagande servant à légitimer l'accession de la Maison Tudor. La Chronique de Croyland et le rapport de Commynes sont ainsi écrits respectivement trois et dix-sept ans après les faits, sous le règne d'Henri VII. Clements Markham, qui écrit à la fin du XIXe siècle et donc avant la découverte du rapport de Mancini, prétend déjà que certaines sources, telles la Chronique de Croyland, ont pu être influencées par l'archevêque de Cantorbéry John Morton afin d'incriminer Richard III. Les récits de la mort des princes se poursuivent tout au long du XVIe siècle. Robert Fabyan rédige une trentaine d'années après l'affaire les Chroniques de Londres, dans lesquelles il désigne explicitement Richard III comme le meurtrier des princes. De même, Thomas More, fervent partisan Tudor et proche de l'archevêque Morton, écrit vers 1513 Richard III. Il présente James Tyrrell comme le meurtrier des princes, lui-même agissant sur les ordres de Richard. Tyrrell aurait confessé sous la torture en 1502 les meurtres à la Tour de Londres peu avant d'être exécuté par Henri VII pour trahison, mais il n'a pu, malgré des investigations complémentaires, préciser où se trouvaient les corps, se contentant de dire qu'ils avaient été déplacés. More précise que les princes ont été étouffés dans leurs lits par Miles Forrest et John Dighton, deux agents de Tyrrell, et enterrés initialement sous un tas de pierres, avant d'être déplacés dans un lieu secret.
RICHARD
Oserais-tu te charger de tuer un ami à moi ?
TYRREL
Si cela vous plaisait ;
mais j'aimerais mieux tuer deux de vos ennemis.
RICHARD
Eh bien, tu as la chose : deux profonds ennemis,
Deux adversaires de mon repos, qui troublent mon doux sommeil ;
C'est sur eux que je voudrais te voir opérer.
Tyrrel, je parle de ces bâtards de la Tour.

– William Shakespeare, Richard III (Acte IV, scène 2)

Le principal chroniqueur de la période Tudor, Polydore Virgile, corrobore les dires de Thomas More dans De Anglica Historia, ébauchée avant 1513 puis imprimée en 1534. Il ajoute que Tyrrell s'est rendu tristement à Londres et a commis à contrecœur le crime sur ordre de Richard III. Richard aurait lui-même diffusé les rumeurs de la mort des princes dans l'espoir de décourager toute rébellion visant à le déstabiliser. Raphael Holinshed, dans ses Chroniques écrites dans la seconde moitié du XVIe siècle, partage le même avis que Virgile et dénonce Richard comme le meurtrier. Ses écrits sont les principales sources d'influence du dramaturge William Shakespeare dans sa pièce Richard III, qui dépeint Richard commandant à Tyrrell de mettre à mort les garçons. L'historien A. J. Pollard croit que la chronique d'Holinshed reflète le « récit à la norme et accepté » de l'époque, mais qu'à cette date « la propagande [Tudor] avait été transformée en fait historique ». Il faut également noter que Thomas More a écrit sa biographie de Richard III davantage dans un but moral que historique. Tandis que le récit de More s'appuie tout de même sur des sources primaires de la fin du XVe siècle et contemporaines à l'affaire des princes de la Tour, il semble surtout qu'il fasse appel à des sources datant du règne d'Henri VII. De surcroit, il convient de souligner que le compte-rendu de More constitue l'une des sources de la pièce de Shakespeare, qui reprend entièrement la description du meurtre des princes par More.

### Ossements

#### Tour de Londres
En 1674, certains ouvriers participant à la rénovation de la Tour de Londres extirpent des décombres une caisse en bois auparavant enfouie et contenant deux minces squelettes humains. Les ossements sont découverts enterrés à dix pieds de profondeur sous l'escalier conduisant à la chapelle de la Tour Blanche. Il ne s'agit néanmoins pas des premiers squelettes d'enfants trouvés dans la Tour. D'ailleurs, les dépouilles de deux enfants ont été  antérieurement extraites dans une vieille chambre qui avait été murée : Pollard suggère que ces ossements-là pourraient aussi bien être ceux des princes de la Tour. La raison pour laquelle ceux de 1674 sont attribués aux princes s'explique par la fait que leur localisation correspond en grande partie avec les informations fournies par Thomas More. Pourtant, More a aussi prétendu dans son récit que les cadavres avaient été déplacés autre part, ce qui vient affaiblir l'hypothèse que les os extraits en 1674 sont ceux d'Édouard V et de Richard de Shrewsbury. Un récit anonyme déclare que les ossements ont été trouvés avec des morceaux de chiffon et de velours autour de l'ourlet ; le velours pourrait alors indiquer que les dépouilles sont celles d'aristocrates. Quatre ans après leur découverte, les ossements sont placés dans une urne et, à la demande du roi Charles II, sont inhumés dans l'abbaye de Westminster, dans le mur de la chapelle Henri VII. Un monument érigé par Christopher Wren signale le lieu de repos supposé des princes de la Tour.
Les restes enterrés sont retirés de l'abbaye et examinés en 1933 par plusieurs scientifiques, tels l'archiviste de l'abbaye Lawrence Tanner, l'éminent anatomiste William Wright et le président de la Dental Association George Northcroft. En mesurant certains os et des dents, ils concluent que les ossements appartiennent à deux enfants ayant environ les mêmes âges que ceux des princes. Il est également prouvé que les squelettes ont été négligemment enterrés à la Tour avec des poulets, d'autres os animaux et trois clous très rouillés. Un des squelettes est plus grand que l'autre, mais il lui manque beaucoup d'os, y compris une partie de la mâchoire inférieure et toutes les dents de la mâchoire supérieure. Il est probable que beaucoup d'os ont été brisés par les ouvriers les ayant extraits,. L'examen des ossements a été critiqué, notamment sur l'hypothèse qu'il a été conduit avec la présomption que les dépouilles appartiennent aux princes et a cherché uniquement à démontrer si les cadavres présentaient des signes de suffocation. Ainsi, l'équipe scientifique n'a pas désiré déterminer le sexe des ossements. Aucune autre analyse scientifique n'a depuis été conduite sur les ossements, retournés à Westminster et sur lesquels l'analyse ADN n'a pas été envisagée. Une pétition en ligne a exigé que les os soient testés par ADN mais a fermé prématurément avant la date butoir, faute de signatures suffisantes. Si elle avait reçu 100 000 signatures, un débat parlementaire aurait pu être enclenché. Pollard remarque cependant que l'ADN et la datation au carbone 14 ne permettent pas de savoir qui ou qu'est-ce qui a tué les princes, quand bien même l'identité des ossements serait prouvée.

#### Chapelle Saint-Georges de Windsor
En 1789, des ouvriers effectuant des réparations dans la chapelle Saint-Georges du château de Windsor redécouvrent accidentellement le caveau du roi Édouard IV et de son épouse Élisabeth Woodville, remarquant par la même occasion ce qui ressemble à un caveau contigu plus étroit. Ce dernier caveau est inspecté et contient les cercueils de deux enfants non identifiés. Cependant, aucun examen n'est mis en place et la tombe est soigneusement refermée. Cette tombe porte comme inscription les noms de deux enfants d'Édouard IV : Georges, duc de Bedford, et Marie d'York. Tous deux sont respectivement décédés en mars 1479 à l'âge de deux ans et le 23 mai 1482 à l'âge de quatorze ans, soit avant leur père Édouard IV. Pourtant, deux cercueils en plomb clairement étiquetés comme ceux de Georges et de Marie d'York sont peu après retrouvés un peu plus loin dans la chapelle, au cours de l'excavation des tombes royales en prévision de l'inhumation du roi George III entre 1810 et 1813, et déplacés dans le caveau adjoint à celui d'Édouard IV. Mais aucun effort n'est alors conduit pour identifier les deux autres ossements qui s'y trouvent déjà.
À la fin des années 1990, des travaux sont entrepris près et autour du caveau d'Édouard IV dans la chapelle Saint-Georges : la zone au niveau du sol est excavée afin de remplacer une vieille chaudière et ajouter un nouveau dépôt pour les restes des futurs doyens et chanoines de Windsor. Une requête est formulée auprès des doyens et chanoines de Windsor pour considérer un possible examen des deux caveaux, soit par une caméra à fibre optique, soit un réexamen des deux cercueils non identifiés dans le caveau qui abrite les cercueils de deux des enfants d'Édouard IV qui ont été découverts pendant la construction du tombeau de George III entre 1810 et 1813 et placés dans le caveau adjoint à ce moment-là. Le consentement royal étant nécessaire pour ouvrir n'importe quelle tombe royale, il a donc été jugé préférable de laisser le mystère médiéval non résolu au moins pour les prochaines générations. L'équipe archéologique qui a exhumé le corps de Richard III en 2012 à Leicester a depuis montré un intérêt croissant pour une réexcavation des squelettes des deux « princes », mais la reine Élisabeth II n'a pas donné l'accord nécessaire à tout test entrepris sur une personnalité inhumée de sang royal.

## Théories

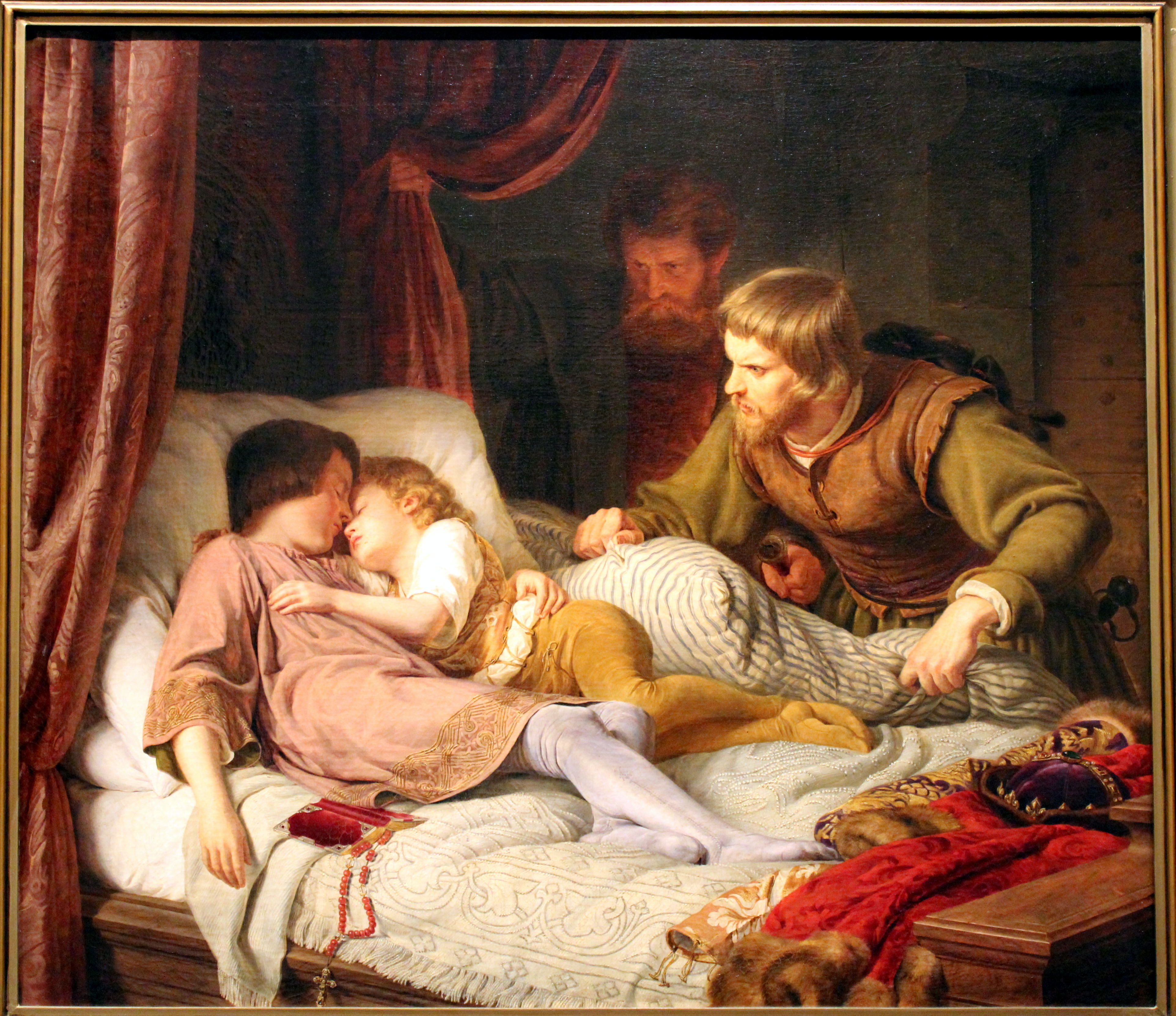
L'Assassinat des enfants d'Édouard, par Theodor Hildebrandt, 1835. Cette toile représente l'assassinat des princes de la Tour, observés endormis par John Dighton et Miles Forrest, deux hommes de main de James Tyrrell, qui s'apprêtent à les étouffer avec un oreiller. Cette interprétation reprend les thèses développées par Thomas More et William Shakespeare.

### Richard III
L'absence de preuves tangibles concernant le destin des princes a poussé à l'émission de nombreuses théories. La plus commune demeure celle relative à leur assassinat peu après leur disparition, et la plupart des historiens ou auteurs qui acceptent la thèse du meurtre considèrent qu'ils ont été mis à mort sur ordre de Richard III. En effet, Richard reste le suspect principal pour plusieurs raisons. Bien que les princes aient été écartés de la succession le 25 juin 1483, la mainmise de Richard sur le trône reste très instable à cause de son usurpation et il s'est lui-même aliéné un grand nombre des partisans de son frère Édouard IV. Une tentative de délivrance pour secourir les princes et restaurer Édouard V a déjà échoué au cours du mois de juillet 1483, indiquant clairement à Richard III que ses neveux resteront une menace à son trône aussi longtemps qu'ils vivront. Les garçons pourraient être utilisés par les adversaires de Richard afin de servir de leaders d'une rébellion. Les rumeurs de leurs morts circulent dès l'automne 1483, mais Richard n'a jamais essayé de montrer publiquement les princes vivants afin de les faire taire, ce qui implique fortement qu'ils sont alors morts. Toutefois, il n'est pas resté silencieux sur le sujet, comme l'écrit Raphael Holinshed dans ses Chroniques d'Angleterre, d'Écosse et d'Irlande en 1577 : « en purgeant et en déclarant son innocence concernant le meurtre de ses neveux vers le monde, et ce qu'il en coûtait pour obtenir l'amour et la faveur du lien communautaire (qui extérieurement brillait, et se dissimulait ouvertement avec lui)... donnait prodigieusement tant de grandes récompenses, que maintenant il lui manquait tous deux, et qu'il n'avait guère d'honnêteté pour emprunter ». Richard n'a pas non plus ouvert d'enquête sur cette affaire, ce qui aurait été dans son intérêt s'il n'avait pas été responsable de la mort de ses neveux.
Richard a quitté la capitale peu après son couronnement à la mi-juillet 1483 afin de se rendre dans les bastions de la Maison d'York et est donc absent de Londres au moment où les princes ont disparu. S'ils sont morts pendant l'été, Richard n'a donc pas pu lui-même commettre le crime. Pourtant, ses neveux sont gardés en permanence et avec une extrême vigilance à la Tour par ses hommes, et l'accès aux princes est alors strictement limité à sa demande. Richard III a très bien pu envoyer depuis le Nord du royaume l'un de ses hommes pour assassiner les princes à sa demande, mais il est improbable qu'ils aient été assassinés sans sa connaissance. Cette version est soutenue par Thomas More et Polydore Virgile, qui désignent James Tyrrell comme le meurtrier. Tyrrell est un chevalier anglais qui a combattu pour la Maison d'York à plusieurs occasions et a été arrêté sur ordre d'Henri VII en 1501 pour son soutien au prétendant yorkiste Edmond de la Pole. Peu avant son exécution, qui a lieu le 6 mai 1502, Tyrrell aurait admis sous la torture avoir assassiné les princes à la demande de Richard III. Thomas More rapporte cette confession de Tyrrell, qui incrimine deux autres hommes dans les meurtres. Malgré cela, Tyrrell s'est révélé incapable de dire où se trouvaient les cadavres, affirmant que le lieutenant de la Tour Robert Brackenbury les avait déplacés. William Shakespeare reprend la thèse de More dans sa pièce Richard III, dans laquelle Richard demande l'aide de Tyrrell après que Buckingham eut refusé la proposition royale. Alison Weir accepte cette version des événements, tandis que Michael Hicks note que la carrière prometteuse et rapide de Tyrrell après 1483 peut être liée avec sa participation au meurtre des princes. Néanmoins, Thomas More est la seule personne à rapporter la confession de Tyrrell, alors qu'aucune confession n'a en réalité été trouvée. Pollard doute des dires de More et considère que celui-ci a rassemblé plusieurs rumeurs circulant alors, tout en admettant que More a très bien pu inventer cette histoire, qui présente des similitudes avec le conte du XVIe siècle Les enfants dans les bois. Clements Markham suggère, lui, que c'est en fait l'archevêque John Morton qui a écrit le récit de Thomas More et que Tyrrell aurait en fait commis les meurtres à la demande d'Henri VII (et non de Richard III), entre le 16 juin et le 16 juillet 1486, dates auxquelles il reçoit deux pardons successifs du roi .
La culpabilité de Richard III a été largement acceptée par les contemporains. George Cely, Dominique Mancini, John Rous, Robert Fabyan, la Chronique de Croyland et la Chronique de Londres ont tous remarqué la disparition des princes, et appuyé le récit de Mancini (qui a pourtant fait remarquer qu'il ignorait le sort des princes après leur enfermement) en soutenant que les rumeurs qui accusaient Richard III d'être le meurtrier étaient vraies. Le chancelier de France Guillaume de Rochefort nomme publiquement Richard comme le meurtrier devant les États généraux tenus à Tours en janvier 1484. Il semble que la reine douairière Élisabeth Woodville ait également partagé cette conviction, d'autant qu'elle soutient les campagnes du futur Henri VII en octobre 1483 et en août 1485 pour renverser Richard III. Un motif possible expliquant pourquoi Élisabeth Woodville a accepté de se réconcilier avec Richard III et de sortir avec ses filles du sanctuaire de Westminster le 1er mars 1484 résiderait dans un serment solennel et public fait par Richard de protéger et de subvenir aux besoins de ses nièces, rendant beaucoup moins probable un éventuel assassinat des filles d'Édouard IV si l'opinion publique pensait que leurs frères avaient été secrètement assassinés,,. Actuellement, de nombreux historiens partagent l'opinion majoritaire incriminant Richard, notamment David Starkey, Michael Hicks, Helen Castor et A. J. Pollard. Aucune accusation formelle n'a pourtant été déposée à l'encontre de Richard III : ainsi, le bill d'attainder déposé par Henri VII lors de l'ouverture de son tout premier Parlement le 7 novembre 1485 ne fait aucune mention des princes de la Tour, même s'il accuse Richard de « parjures, trahisons, homicides et meurtres contre nature, malicieux et immenses, en versant le sang d'enfants, avec beaucoup d'autres fautes, infractions odieuses et abominations contre Dieu et l'homme ». Le terme « en versant le sang d'enfants » peut être une accusation implicite du meurtre des princes. Hicks spécule qu'il s'agit d'une référence aux discours faits devant le Parlement et qui condamnent le meurtre des princes, ce qui renforce la théorie que la culpabilité de Richard était devenue de notoriété publique, ou du moins de sagesse commune.

### Henry Stafford,2educ de Buckingham

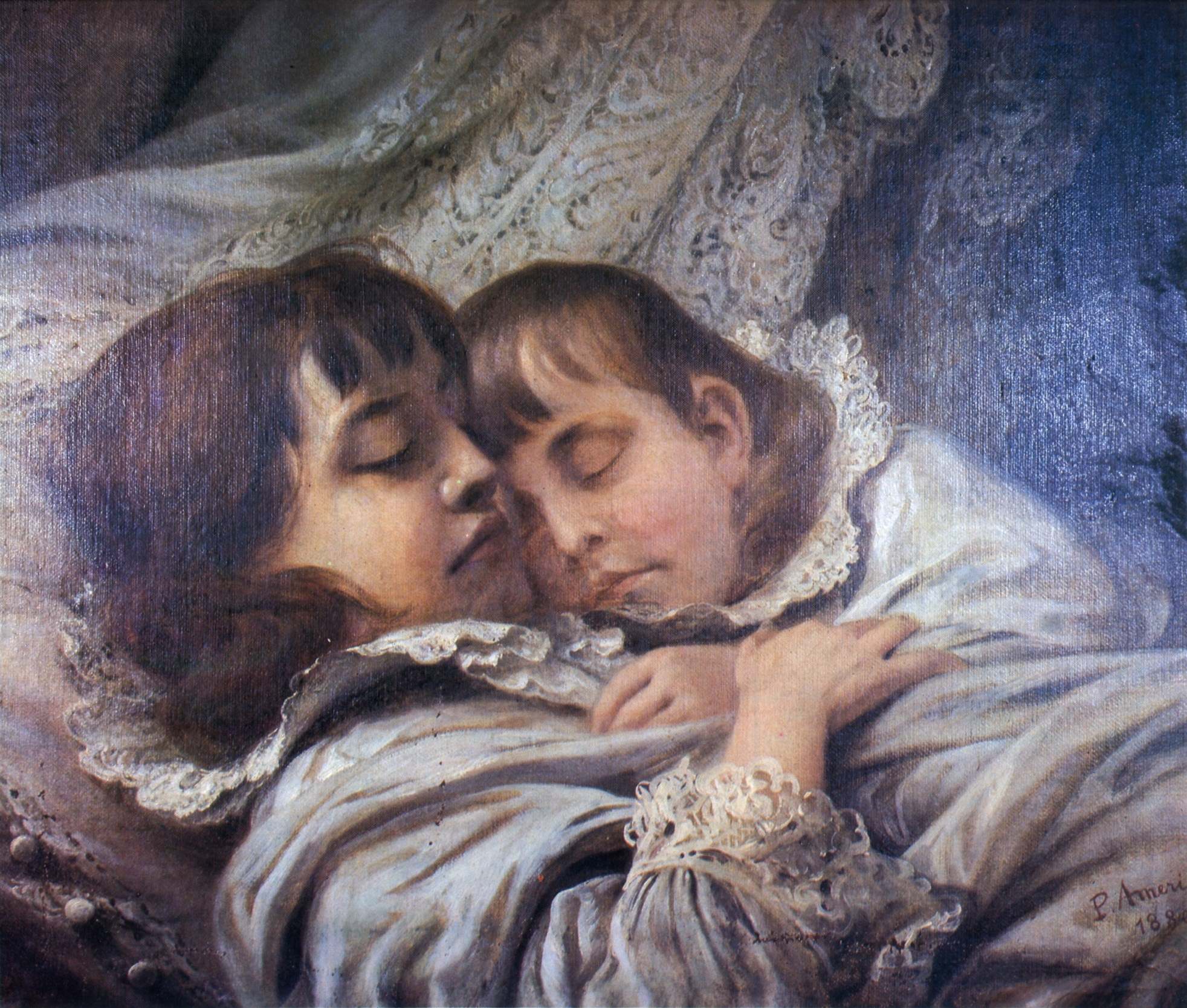
Les fils d'Édouard IV d'Angleterre par Pedro Américo.

La possibilité que Henry Stafford, 2e duc de Buckingham et soutien à l'usurpation de Richard III en juin 1483, soit un suspect dans l'affaire dépend de la survie ou non des princes de la Tour au moment où Stafford est exécuté le 2 novembre 1483, après avoir conduit une insurrection infructueuse afin de renverser Richard et de placer Henri Tudor sur le trône. Les partisans de la théorie impliquant Buckingham dans le meurtre des fils d'Édouard IV arguent que celui-ci avait plusieurs motifs de tuer les princes de la Tour. En tant que descendant du roi Édouard III, tant du côté paternel via Jean de Gand, 1er duc de Lancastre, et Thomas de Woodstock, 1er duc de Gloucester, respectivement les troisième et cinquième fils d'Édouard III, que du côté maternel via Jean Beaufort, 1er comte de Somerset, aîné des enfants légitimés de Jean de Gand, Henry Stafford pourrait espérer, en assassinant les princes, avancer sa propre revendication au trône d'Angleterre. Alternativement, il aurait pu agir pour le compte d'un tiers.
Certains historiens, à l'instar de Paul Murray Kendall, considèrent Buckingham comme le suspect le plus plausible. Selon Kendall, l'exécution de Stafford après sa rébellion à l'automne 1483 pourrait signifier que lui et Richard III se seraient brouillés. Alison Weir y voit, elle, un signe que Richard aurait fait assassiner les princes à l'insu de Buckingham, ce qui aurait choqué ce dernier. Un document portugais contemporain incrimine Buckingham, déclarant « ... et après le décès du roi Édouard en l'an [14]83, un autre de ses frères, le duc de Gloucester, avait en son pouvoir le prince de Galles et le duc d'York, les jeunes fils dudit roi son frère, et les transféra au duc de Buckingham, sous la garde duquel lesdits princes avaient été affamés jusqu'à ce que mort s'ensuive ». Un document daté de quelques décennies après la disparition des princes a été découvert dans les archives du College of Arms de Londres en 1980 et soutient que le meurtre des princes relèverait « du vice du duc de Buckingham ». Ceci pousse Michael Bennett à formuler une hypothèse nuancée : plusieurs profonds partisans de Richard III, tels Buckingham et Tyrrell, auraient assassiné les princes de leur propre initiative, sans attendre les instructions de Richard. Bennett note d'ailleurs qu'après le départ de Richard dans le Nord du royaume à la suite de son couronnement début juillet 1483, Buckingham était devenu le commandant effectif de la capitale et qu'il était alors de notoriété publique qu'un fossé s'était creusé entre eux lors de leurs retrouvailles un mois plus tard.
Buckingham est la seule personne autre que Richard III lui-même à être désignée responsable de l'assassinat des princes dans un écrit contemporain. Toutefois, pour deux raisons, il est peu probable qu'il ait agi seul. Tout d'abord, s'il était coupable d'avoir agi sans les ordres de Richard, il est extrêmement surprenant que Richard n'ait pas blâmé Buckingham pour le meurtre des princes après que Buckingham eut été capturé et exécuté, d'autant plus que Richard aurait pu se laver de tout soupçon en le faisant. Deuxièmement, il est probable que Buckingham aurait eu besoin de l'aide de Richard pour avoir accès aux princes, sous étroite surveillance dans la Tour de Londres, bien que Kendall affirme qu'en tant que Lord-grand-connétable, il aurait pu être exempté de cette décision,. Par conséquent, bien qu'il soit fort possible qu'il ait été impliqué dans la décision de les assassiner, l'hypothèse selon laquelle il aurait agi à l'insu de Richard n'est pas largement acceptée par les historiens,. Bien que Jeremy Potter ait laissé entendre que Richard se serait tu si Buckingham avait été coupable, car personne n'aurait alors cru que Richard n'ait pas pris part aux meurtres, il note également que les historiens s'accordent à dire que Buckingham n'aurait pas osé agir à son insu ou du moins, sans sa complicité. Cependant, Potter a aussi émis l'hypothèse que Buckingham fantasmait peut-être de s'emparer lui-même de la couronne à ce moment-là et voyait le meurtre des princes comme un premier pas vers cet objectif. Cette dernière théorie est reprise dans le roman historique de Sharon Kay Penman, The Sunne in Splendour.

### Henri VII
Henri Tudor, dernier prétendant au trône de la Maison de Lancastre après l'assassinat probable d'Henri VI par Édouard IV en 1471, devient le chef de l'opposition à Richard III après la diffusion des rumeurs de l'assassinat des princes de la Tour. Malgré l'échec de l'insurrection de Buckingham en octobre 1483, Henri renouvelle sa tentative pour s'emparer du trône en août 1485 et rallie à ses côtés tant ses partisans lancastriens que des dissidents yorkistes hostiles à Richard III. Il défait rapidement Richard lors de la bataille de Bosworth, au cours de laquelle ce dernier est tué. Monté sur le trône, Henri VII fait mettre à mort ou du moins emprisonner certains de ses rivaux pour le trône d'Angleterre, notamment plusieurs partisans yorkistes de Richard ayant survécu à Bosworth. L'un de ces possibles prétendants est John de Gloucester, fils illégitime de Richard III qui est enfermé à la Tour de Londres et peut-être ultérieurement exécuté,. Parallèlement, les princes de la Tour constituent la menace la plus sérieuse à la sécurité d'Henri VII s'ils sont toujours en vie en 1485. Du fait de son exil en Bretagne depuis 1471 et ce jusqu'à Bosworth, la seule occasion pour Henri de faire tuer les princes se présente après son avènement. Pollard suggère personnellement que Henri (ou ceux qui agissent sur ses ordres) est la seule alternative plausible à Richard III concernant l'affaire.
Le 18 janvier 1486, soit quelques mois après son accession au trône d'Angleterre, Henri VII épouse la sœur aînée des princes de la Tour, Élisabeth d'York, pour renforcer sa prétention au trône. De ce fait, il s'assure de mettre un terme à la guerre des Deux-Roses, qui perturbe l'Angleterre depuis 1455, en réconciliant les maisons de Lancastre (dont il est le seul représentant depuis 1471) et d'York. Ne voulant pas que la légitimité de sa femme ou de sa revendication en tant qu'héritière d'Édouard IV (et donc de la Maison d'York) soit remise en question, Henri fait abroger au cours de son tout premier Parlement en novembre 1485 et avant leur mariage l'acte Titulus Regius, voté par Richard III en janvier 1484 et qui avait précédemment déclaré les enfants d'Édouard IV avec Élisabeth Woodville illégitimes. Clements Markham suggère que les princes, dont la légitimité est restaurée depuis l'annulation du Titulus Regius par Henri VII, ont été exécutés sur ordre d'Henri entre le 16 juin et le 16 juillet 1486, affirmant que ce n'est qu'après ces dates que des ordres ont été donnés pour faire circuler la culpabilité de Richard III dans l'assassinat des princes de la Tour. Markham ajoute que la mère des princes, Élisabeth Woodville, savait que cette théorie était fausse et qu'Henri VII a donc dû la réduire au silence, ce qu'il a fait en février 1487 en confisquant toutes ses terres et biens et en la confinant jusqu'à sa mort à l'abbaye de Bermondsey. Cependant, Arlene Okerlund suggère que la reine douairière avait prévu sa retraite depuis juillet 1486 au moins, tandis que Michael Bennett et Timothy Elston pensent que Henri a été poussé à agir lors de l'imposture de Lambert Simnel, qui a initialement prétendu être le prince Richard de Shrewsbury,.
A. J. Pollard qualifie la théorie de Markham sur l'assassinat des princes de la Tour et la mise à l'écart de sa belle-mère Élisabeth Woodville par Henri VII de « hautement spéculative » et affirme que le silence d'Henri sur l'affaire des princes relève davantage d'un calcul politique que d'une culpabilité personnelle. Il est en outre surprenant de remarquer que Henri VII n'a jamais été accusé du meurtre des princes par un contemporain, pas même par un de ses nombreux ennemis yorkistes, ce qui aurait très probablement eu lieu si ses contemporains avaient sincèrement cru en sa culpabilité. Jeremy Potter, à l'époque où il était président de la Richard III Society, avait lui-même concédé : « Avec Henri, comme avec Richard, il n'y a pas de preuve réelle et il faut soupçonner que s'il avait tué les princes lui-même, il aurait rapidement produit les corps et une histoire ingénieusement appropriée impliquant Richard ». De plus, Raphael Holinshed rapporte en 1577 que Richard III « purgea et déclara son innocence » concernant « l'éloignement de ses neveux du monde », indiquant de manière plus ou moins explicite que les deux garçons ont effectivement cessé de vivre au cours du règne de Richard. Il est également peu probable que les princes aient été maintenus secrètement en vie dans la Tour de Londres par Richard pendant plus de deux ans après leur disparition, alors que des rumeurs sur sa responsabilité personnelle dans leur meurtre circulaient abondamment.

### Autres suspects et revendications
Certains écrivains ont également accusé d'autres personnes d'être coupables de l'assassinat des princes. Les plus importants suspects sont : John Howard, créé 1er duc de Norfolk le 28 juin 1483 en récompense de sa fidélité envers Richard III lors de son usurpation, qui a pu être motivé par le fait qu'à la mort en 1481 de sa cousine Anne de Mowbray, 5e duchesse de Norfolk et 8e comtesse de Norfolk, il devait hériter de ses biens et de ses titres, mais un acte du Parlement de janvier 1483 a décidé que les droits de succession doivent revenir à son époux Richard de Shrewsbury, avec droit de réversion à sa descendance ou, si nécessaire, à la descendance de son père le roi Édouard IV ; et Marguerite Beaufort, mère d'Henri VII, par laquelle ce dernier tire sa légitimité au trône (en tant que descendant de Jean de Gand, troisième fils d'Édouard III), et qui a pu faire assassiner les princes afin d'avancer la revendication de son fils à la couronne en forçant de ce fait les partisans yorkistes hostiles à Richard III à le rallier. Jane Shore, maîtresse d'Édouard IV, est également citée mais il est difficile de savoir pourquoi elle aurait commis cet acte, étant farouchement hostile à Richard III qui l'a forcée à faire pénitence publique pour sa conduite libertine après son avènement. À propos de toutes ces théories, A. J. Pollard écrit : « Aucun ne mérite d'être pris au sérieux. Le problème avec toutes ces accusations est qu'elles soulèvent la question de l'accès à la Tour à l'insu de Richard et négligent le fait que Richard était responsable de la garde de ses neveux ». La théorie de l'implication de Marguerite Beaufort a été plus récemment soutenue par Philippa Gregory dans sa série romanesque Cousins' War, consacrée à la guerre des Deux-Roses, ainsi que dans le documentaire de la BBC The Real White Queen and her Rivals, mais elle ne repose que sur des spéculations.
L'historien David Baldwin suggère que la réticence d'Henri VII de s'exprimer au sujet de l'affaire des princes de la Tour pourrait être due au fait qu'au moins un des princes était encore en vie au moment de sa montée sur le trône. Baldwin considère que le candidat le plus probable à la survie serait Richard de Shrewsbury (notamment étant donné les deux usurpations de sa personne par Lambert Simnel puis Perkin Warbeck au début du règne d'Henri VII et parce qu'il aurait été plus complexe pour ces prétendants de personnifier un ancien roi, quand bien même celui-ci n'a occupé le trône d'Angleterre que deux mois), tandis qu'Édouard V aurait pu mourir d'une maladie au cours de son confinement par Richard III. Il soutient par contre qu'il est impossible que personne ne sache ce qui est véritablement arrivé aux princes après leur entrée à la Tour et croit que Richard III et Henri VII, ainsi que des courtisans éminents et même leur mère Élisabeth Woodville auraient tous su où les deux garçons étaient et ce qui leur était réellement arrivé au cours de leur séjour à la Tour. Baldwin affirme par ailleurs que si une telle situation avait eu lieu au moment de sa prise du pouvoir, Henri VII aurait dû faire le choix entre se taire au sujet de la survie de Richard de Shrewsbury ou le faire mystérieusement mettre à mort afin d'éliminer un prétendant au trône dangereux et gênant, et conclut : « Il [Henri VII] aurait été heureux de laisser les gens penser que les garçons avaient été assassinés, mais pas de spéculer quand et par qui ».
Sous le règne d'Henri VII, deux individus se sont fait passer pour Richard de Shrewsbury, qui aurait échappé d'une façon ou d'une autre à la mort. Le jeune Lambert Simnel prétend d'abord être Richard, avant de changer son scénario et de prétendre être son cousin Édouard Plantagenêt, 17e comte de Warwick. Mais ses partisans sont écrasés lors de la bataille de Stoke par Henri VII le 16 juin 1487 et le roi pardonne à Simnel, probablement parce qu'il n'a guère été qu'une marionnette entre les mains de barons yorkistes. Par la suite, Perkin Warbeck affirme aussi être Richard de Shrewsbury et se fait appeler Richard IV. Le roi Jacques IV d'Écosse et la duchesse de Bourgogne Marguerite d'York, sœur d'Édouard IV et de Richard III, le reconnaissent officiellement. Opposante acharnée à Henri VII, Marguerite avait déjà reconnu Simnel en 1487. Mais après un débarquement infructueux en Cornouailles en 1497, Warbeck est capturé par Henri et se rétracte, avant d'être emprisonné et exécuté en 1499. Beaucoup d'historiens modernes pensent qu'il s'agissait d'un imposteur, dont les partisans ont accepté sa revendication pour des raisons politiques. Le fait que deux personnes aient prétendu être Richard de Shrewsbury a amené l'écrivain du XVIIIe siècle Horace Walpole à soutenir que Richard avait en fait échappé à la mort. Malcolm Laing partage ce point de vue et affirme que Warbeck était vraiment Richard de Shrewsbury. Plus récemment, la théorie selon laquelle Warbeck était Richard a été soutenue par Annette Carson, qui suppose que Richard III a envoyé les princes en Bourgogne auprès de leur tante pour sa propre sécurité et qu'ils ont été élevés sous de fausses identités. Baldwin renchérit en affirmant qu'il était alors impossible pour Richard III de les ramener à la cour pour faire taire les rumeurs d'assassinat, sans quoi la présence des princes eut été une nouvelle menace pour son trône.

## Impact politique
Politiquement, la réalité quant à la disparition des princes de la Tour, quoi qu'il leur soit arrivé, converge vers un assassinat des deux princes, dont Richard III a été blâmé dès son vivant. Même si Richard n'a pas forcément été directement responsable de leur mort, le fait qu'il les ait privés de leurs droits à la couronne et enfermés sous haute surveillance à la Tour l'a rendu responsable de leur bien-être aux yeux des contemporains, et a renforcé la conviction que ces meurtres ont été commis du moins par sa négligence, si ce n'est directement, ce qui ne fait qu'accroître sa culpabilité dans toute l'affaire. De plus, le silence de Richard sur le mystère et l'absence d'une quelconque déclaration ou enquête n'a fait que souligner, aux yeux de ses contemporains, sa culpabilité. Mais Baldwin fait remarquer pour appuyer sa conclusion que Richard n'aurait pas assassiné les princes : « Il semble incroyable que, si Richard avait jamais supposé tuer ses neveux, cela l'aiderait à assurer sa position ou le rendrait plus acceptable pour ses sujets ». D'autant qu'il insiste sur le fait que Henri VII a été plus fortuné lors de son avènement, ce dernier se contentant de colporter les rumeurs à l'encontre de Richard III dans le but de tirer habilement son épingle du jeu et d'écarter tout soupçon à son encontre.
La rébellion de Buckingham en octobre 1483 vise au départ à renverser Richard et à restaurer Édouard V sur le trône, mais n'est pas stoppée par les rumeurs du meurtre des princes. Les rebelles se rallient ensuite autour d'Henri Tudor, considéré comme un candidat alternatif potentiel. Horrox affirme que Henri « était un choix inconcevable si Édouard V et son frère étaient encore disponibles ». Anthony Cheetham, qui croit que Richard a tué les princes, déclare que ce meurtre s'est révélé « une erreur colossale. Rien d'autre n'aurait pu inciter les Woodville anéantis à s'accrocher aux prétentions d'Henri Tudor ». Le fait que la majorité des rebelles soient de riches et puissants nobles du Sud du royaume fidèles à Édouard IV suggère un certain rejet de l'usurpation du trône par Richard. Leur volonté de lutter sous un candidat alternatif implausible suggère qu'ils considèrent n'importe quel candidat comme préférable à Richard en raison de son usurpation et du meurtre de ses neveux. Bennett pense que ceux qui ont initialement soutenu Richard dans sa prise du pouvoir se sont sentis complices du crime, ce qui pourrait expliquer « l'amertume des récriminations ultérieures contre lui ». Hicks spécule que ces hommes ont pu être « consternés par le caractère du régime... choqués par les crimes de Richard ». Leur défection affaiblit gravement Richard, dont les plus ardents partisans sont désormais parmi les seigneurs du Nord, qu'il doit envoyer dans les comtés du Sud pour y maintenir l'ordre, un acte impopulaire qui porte encore préjudice à sa réputation. Selon Pollard, « la croyance qu'il avait assassiné ses neveux handicapait sérieusement les efforts de Richard pour s'assurer le trône qu'il avait usurpé ».

## Impact artistique

### Littérature

#### Fiction
- Elaine M. Alphin – Tournament of Time (1994)
- Valerie Anand – Crown of Roses (1989)
- Margaret Campbell Barnes – The Tudor Rose (1953)
- Emma Darwin – A Secret Alchemy (2009)
- Elizabeth George – I, Richard (2002)
- Philippa Gregory
  - La Reine Clandestine (2009)
  - The Red Queen (2010)
  - The Kingmaker's Daughter (2012)
  - La Princesse blanche (2013)
- Margaret Peterson Haddix
  - La Liste (2008)
  - La Fuite (2009)
- Frederick J. Jackson et Roland Bottomley – Les Enfants d'Édouard (1947)
- Rosemary Hawley Jarman – We Speak No Treason (1971)
- George R. R. Martin - A Clash of Kings (1998)
- Sharon Kay Penman – The Sunne in Splendour (1982)
- Elizabeth Peters – The Murders of Richard III (1974)
- Anne Easter Smith
  - A Rose for the Crown (2008)
  - The Daughter of York (2008)
  - The King's Grace (2009)
  - Royal Mistress (2013)
- Jason Charles – The Claws of Time (2017)
- William Shakespeare – Richard III (v. 1593)
- Jodi Taylor - Préparez-vous au pire (2020)
- Josephine Tey – La Fille du temps[81] (1951)

#### Non-fiction
- Horace Walpole, Historic Doubts on the Life and Reign of Richard III, 1768 (ASIN B0084AULHU)
- Clements Markham, Richard III : His Life and Character, 1906 (ASIN B0058KRKRI, lire en ligne)
- Audrey Williamson, The Mystery of the Princes, Amberley Publishing, 1978, 158 p. (ISBN 978-1-84868-321-1)
- Giles St. Aubyn, The Year of Three Kings, 1483, Atheneum, 1983 (ISBN 978-0-689-11409-0)
- A. J. Pollard (en), Richard III and the Princes in the Tower, St. Martin's Press, 1991, 260 p. (ISBN 978-0-312-06715-1, ASIN 0312067151)
- Alison Weir, The Princes in the Tower, Ballantine Books, 1992, 287 p. (ISBN 978-0-345-39178-0)
- Bert Fields, Royal Blood : Richard III and the mystery of the princes, HarperCollins, 1998 (ISBN 0-06-039269-X)
- Josephine Wilkinson, The Princes in the Tower, Amberley Publishing, 2013, 190 p. (ISBN 978-1-4456-1974-3)

### Peinture
- James Northcote
  - Les enfants d'Édouard (1786)
  - La rencontre entre Édouard V et son frère, sous l'œil de Richard de Gloucester (1799)
- Alexandre-Évariste Fragonard – Les Enfants d'Édouard (1830)
- Paul Delaroche – Les Enfants d'Édouard (1830)
- Theodor Hildebrandt – L'Assassinat des enfants d'Édouard (1835)
- Franz Nadorp – L'Assassinat des Fils d'Édouard IV (1836)
- William Simson – La mort d'Édouard V et de son frère Richard, duc d'York, dans la Tour, 1483 (1842)
- John Everett Millais – Édouard V et son frère Richard de Shrewsbury (1878)
- Pedro Américo – Les fils d'Édouard IV d'Angleterre (1880)
- Philip Hermogenes Calderon – Élisabeth Woodville laisse partir le duc d'York à la Tour (1893)
- Jean-Paul Laurens – Les Otages (1896)

### Cinéma
- Les Enfants d'Édouard, film réalisé par André Calmettes en 1909.
- Richard III, film réalisé par André Calmettes et James Keane (en) en 1912. Édouard V est joué par Howard Stuart et Richard de Shrewsbury par Virginia Rankin.
- Les Enfants d'Édouard, film réalisé par Henri Andréani en 1914.
- The Princes in the Tower, film réalisé par George J. Banfield et Leslie Eveleigh en 1928. Édouard V est joué par Connie Harris et Richard de Shrewsbury par Bunty Fosse.
- Richard III, film réalisé par Laurence Olivier en 1955. Édouard V est incarné par Paul Huson et Richard de Shrewsbury par Andy Shine.
- Richard III, film réalisé par Richard Loncraine en 1995. Édouard V est incarné par Marco Williamson et Richard de Shrewsbury par Matthew Groom.

### Télévision
- La première saison de la sitcom britannique La Vipère noire propose une version parallèle de l'Histoire. Ayant survécu jusqu'à l'âge adulte, le prince Richard de Shrewsbury reçoit la couronne d'Angleterre sous le nom de Richard IV, son oncle Richard III ayant été tué à la bataille de Bosworth, remportée contre Henri Tudor. Édouard V n'est quant à lui jamais mentionné dans le script. Richard de Shrewsbury est joué successivement par John Savident (en), puis Brian Blessed.
- Un épisode de la série documentaire canadienne pour enfants Mystery Hunters est consacré au cas non résolu des princes disparus.
- En 1984, Channel 4 diffuse un « procès » de quatre heures de Richard III, accusé du meurtre des princes[82]. Le juge qui préside l'audience est Lord Elwyn-Jones, tandis que les avocats sont recrutés parmi les membres du conseil de la reine Élisabeth II, mais doivent rester anonymes. Parmi les témoins experts figure David Starkey. Le jury est enfin composé de citoyens ordinaires. Le fardeau d'exhumer des preuves a été laissé à l'accusation, mais en définitive, le jury a donné raison à l'accusé.
- En 2005, Channel 4 et RDF Media produisent une pièce dramatique intitulée Princes in the Tower, qui s'intéresse au sort de Perkin Warbeck après sa capture par Henri VII. Warbeck parvient presque à convaincre Henri qu'il est Richard de Shrewsbury et sème la discorde entre le roi et sa mère Marguerite Beaufort en insinuant que cette dernière aurait fait empoisonner son frère aîné Édouard V. Richard III aurait ensuite envoyé son neveu en Bourgogne pour sa propre sécurité. Mais Marguerite montre secrètement à Warbeck deux jeunes hommes enchaînés dans la Tour, qu'elle lui présente comme les vrais princes, restés enfermés depuis 1483 et devenus complètement déments. Elle contraint finalement Warbeck à confesser qu'il est un imposteur, à la suite de quoi il est pendu. Dans la scène finale de la pièce, Marguerite fait enterrer mystérieusement deux squelettes, tandis qu'il est plus tard révélé que Thomas More a inspiré l'ensemble du récit aux producteurs.
- La série The White Queen, diffusée en 2013 par BBC One, est une adaptation de trois romans de Philippa Gregory : La Reine Clandestine (2009), The Red Queen (2010) et The Kingmaker's Daughter (2012). Édouard V est incarné par Sonny Ashbourne Serkis. La série The White Princess, diffusée en 2017 par Starz, est quant à elle une adaptation du roman de Philippa Gregory La Princesse blanche (2013). Patrick Gibson joue le rôle de Perkin Warbeck, alias Richard de Shrewsbury.
- La seconde saison The Hollow Crown, diffusée par BBC Two en 2016, consiste en une adaptation des pièces Henry VI et Richard III de William Shakespeare. Caspar Morley endosse le rôle d'Édouard V.

### Manga
Les princes de la Tour apparaissent également dans la série de mangas Black Butler de Yana Toboso, située à l'époque victorienne et mieux connue sous le nom de Kuroshitsuji.